# 社会彫刻
社会彫刻（しゃかいちょうこく、英: social sculpture）は、通常の彫刻家が作る彫刻作品のようなものではなく、人間社会の様々な事象を含めて造形しようとする活動を意味する。代表的な作家として、ドイツのカリスマ的現代美術家ヨーゼフ・ボイスがいる。